# Bryoscyphus aestivalis
Bryoscyphus aestivalis är en lavart som beskrevs av Gamundí & Spinedi 1988. Bryoscyphus aestivalis ingår i släktet Bryoscyphus och familjen Helotiaceae.   Inga underarter finns listade i Catalogue of Life.